# Pinguinus impennis
El alca gigante (Pinguinus impennis) es una especie extinta de ave Charadriiforme de la familia Alcidae. Fue la más grande de las alcas. A diferencia de las especies actuales de alcas, la gigante carecía de la capacidad de vuelo, aunque era una buena nadadora y buceadora. A finales del siglo XVI ya había desaparecido de la Europa continental. Durante algunas décadas sobrevivió en Islandia. Se extinguió por completo a mediados del siglo XIX.

## Denominación
El alca gigante también se denomina alca imperial, gran pingüino o simplemente pingüino. Originalmente, la única ave que recibía este nombre (derivado del galés pen gwyn, que significa "cabeza blanca", haciendo alusión a las dos manchas blancas que presentaba en la cabeza) era el alca gigante. Posteriormente, los marineros y exploradores de los mares antárticos (en su mayor parte británicos, norteamericanos y escandinavos) comenzaron a llamar también pingüinos a las aves no voladoras del hemisferio sur (hasta entonces conocidas como pájaros o patos bobos), debido a su fuerte parecido externo fruto de la convergencia evolutiva.

## Distribución
Desde sus regiones de cría noratlánticas, emigraba muy al sur, pues mediante restos prehistóricos se ha detectado su presencia en Florida y Gibraltar. Esta especie se encontraba difundida en la época romana a lo largo de las costas del océano Atlántico, desde Florida a Groenlandia, Islandia, Escandinavia, islas británicas, Europa Occidental y Marruecos, viéndose también en todo el mar Báltico y más raramente al oeste del mar Mediterráneo.

## Características
Los ejemplares adultos tenían alrededor de un metro de altura y llegaban a pesar 5 kilogramos. El plumaje era negro en las alas y la espalda, cuello y cabeza. A los lados de esta destacaban dos manchas blancas (pen gwyn significa precisamente "cabeza blanca" en gaélico), del mismo color que el abdomen. Las patas eran oscuras y palmeadas, y el pico, usado para arponear peces bajo el agua, era muy robusto, razón por la cual los escandinavos la conocían como geirfugl o garefowl, que significa "ave lanza" en español. El rasgo más distintivo de estas aves era su incapacidad para volar, fruto de su adaptación al buceo. Formaban parejas que incubaban un único huevo extraordinariamente grande (13 centímetros de longitud y 400 gramos de peso) sobre los acantilados o las playas durante la época de reproducción.

## Historia de su extinción

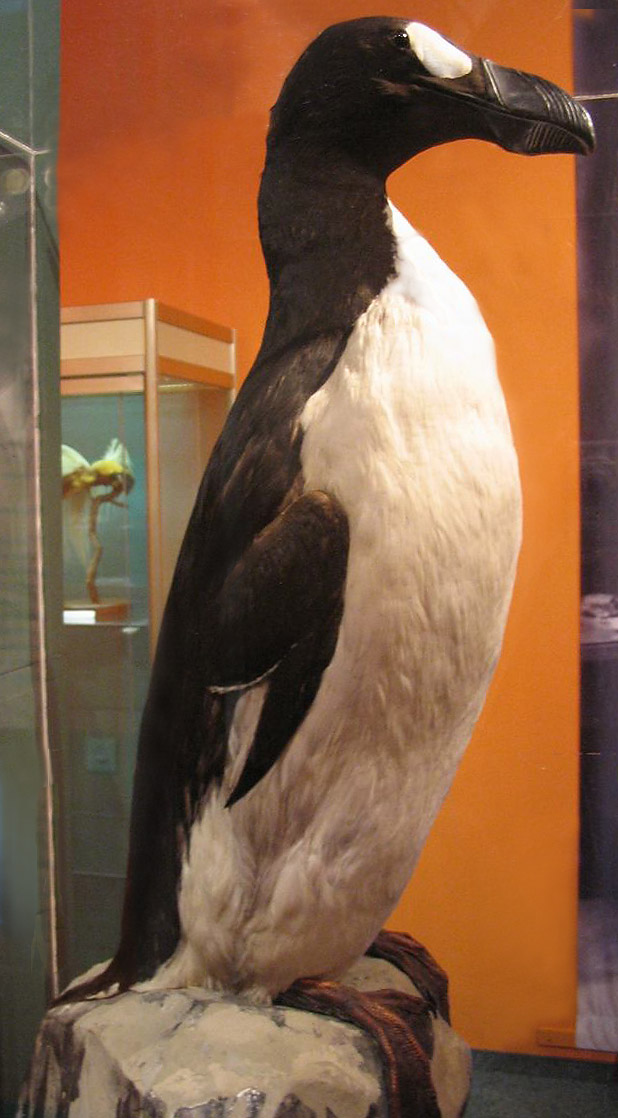
Ejemplar disecado de alca gigante en un museo en Leipzig.

Sufrió una intensa persecución por caza, recolección de huevos y plumas y agotamiento de su alimento por la sobreexplotación pesquera. Su incapacidad para volar y lo apetitoso de sus huevos (13 centímetros de longitud y 400 gramos de peso) y carne las hicieron un apreciado alimento y unas presas perfectas ya en la prehistoria, como demuestran varios yacimientos paleolíticos. Facilitó su caza que eran aves confiadas. A finales del siglo XVI ya había desaparecido de la Europa continental. En América del Norte solo abundaba al norte de Nueva York.
Los naturalistas del siglo XVIII describen su sabor como atroz, pero parece que los marineros no tenían un paladar tan exquisito y paraban a menudo durante sus viajes para aprovisionarse de su carne y, sobre todo, de sus huevos. Cuando Linneo nombró la especie, inicialmente como Alca impennis, en 1758, el alca gigante era un animal sumamente raro en Europa, incluso en islas del mar del Norte donde un siglo antes abundaba. En 1790 se capturó un ejemplar en Kiel, lo que causó gran extrañeza por ser el único visto en el mar Báltico en años. Hacia 1800, la especie ya se había extinguido en Norteamérica y su distribución se reducía a Islandia.
Sorprendentemente, mientras el ave se extinguía en el resto del mundo, las alcas abundaban por cientos en algunos lugares de Islandia, como la isla de Geirfuglasker, adonde se dirigían con frecuencia los marineros para aprovisionarse de carne, pero debían pagar antes la mitad de lo que cazasen a las cercanas iglesias de Kyrkjevogr y Utskála, que controlaban el acceso a las rocas de la isla, azotada también por fuertes marejadas durante todo el año. Peligrosidad y poca rentabilidad mantenían a salvo a las últimas alcas gigantes, de tal manera que algunos años ni siquiera arribaba allí un solo barco.
Su suerte cambió durante las guerras napoleónicas, cuando dos barcos arribaron allí en 1808 y 1813 (esta última vez en plena época de anidación) y se cobraron cientos de aves y huevos, sin respetar los privilegios de las iglesias cercanas. Para colmo, un terremoto hizo desaparecer la isla de Geirfuglasker bajo las aguas en 1830. Las alcas imperiales emigraron a otros lugares de Islandia donde no se habían visto en años (y fueron cazadas igualmente), e incluso apareció una, casi muerta de hambre, en las costas de Irlanda. La isla de Eldey, cerca de la desaparecida Geirfuglasker, se convirtió en el hogar de las últimas parejas supervivientes.
Un ave tan sumamente rara despertó entonces el interés de todos los coleccionistas europeos, que pagaron cantidades cada vez más desorbitadas por hacerse con una piel o un ejemplar disecado de alca gigante. En 1840, los marineros de la zona informaron de que la población había desaparecido después de varias expediciones furtivas. En 1844, Carl Siemsen, de Reikiavik, persuadió al pescador Vilhjalmur Hakonársson para realizar una última expedición a la isla, pues había oído que en Dinamarca ofrecían 100 coronas por un solo pellejo de alca gigante que pudieran encontrar. Hakonársson desembarcó en Eldey el 2 de junio junto con otros tres hombres, y dos días más tarde consiguieron divisar entre las gaviotas una sola pareja de alcas en su nido. Las mataron y ya no se volvió a tener noticia de ningún otro ejemplar vivo.
Varios museos de Europa y Estados Unidos conservan plumas, huesos y huevos de alcas gigantes, especialmente de la "cosecha" de 1830-1831.
El último ejemplar vivo fue visto en 1852 en Terranova.